# Victor Mpindi
Victor Mpindi, född 27 februari 1997, är en kamerunsk fotbollsspelare som spelar för den danska klubben Sønderjyske.

## Karriär
Victor Mpindi vann Danska cupen 2019–2020 med Sønderjyske Fodbold. I februari 2022 blev han klar för Örebro SK på lån. I augusti 2022 återvände Mpindi till Sønderjyske i samband med att hans låneavtal i Örebro löpte ut.